# Charles Guité
 (juillet 2010).
Si vous disposez d'ouvrages ou d'articles de référence ou si vous connaissez des sites web de qualité traitant du thème abordé ici, merci de compléter l'article en donnant les références utiles à sa vérifiabilité et en les liant à la section « Notes et références ».
Charles Guité est un haut fonctionnaire canadien né en 1943 ou 1944 à Dugas au Nouveau-Brunswick. Actif depuis longtemps dans le domaine de la publicité, il est l'un des principaux personnages du scandale des commandites, une affaire de corruption qui heurta les dirigeants politiques du pays. 
En juin 2006, le juge Fraser Martin le condamne à une peine de prison qui pourrait aller jusqu'à dix ans. Depuis octobre 2007 il fait appel de cette condamnation.